# 四季名花
四季名花，即春兰、夏荷、秋菊、冬梅四种名花，又称“中国四季名花”。
兰花代表春季，荷花代表夏季，菊花代表秋季，梅花代表冬季，是花文化在群众中发展而形成的，从被人格化的花卉身上提炼出来的称号。春兰夏荷秋菊冬梅虽各开一季，但它们皆被中国人赋予一致的特征：高尚的品质、高洁的品性和不屈不挠的精神内涵。
四季名花深受文人墨客喜爱，各有名句流传：兰花“如入芝兰之室，久而不闻其香”；荷花“出淤泥而不染”；菊花“此花开尽更无花”；梅花“暗香浮动月黄昏”，历史流传下来的关于四季名花的诗词数量之多，形式之丰，质量之高，不胜枚举。书画史上：画兰花者如清郑板桥、清八大山人、清任伯年等；画荷花如民张大千；画菊花如宋郑思肖；画梅花如元王冕、清汪士慎。在中国传统花艺中，将兰、荷、菊、梅同插一瓶，寓意“四季平安”。当代又有《中华字经》：“奇花异卉，艳丽荣秧，兰荷菊梅，四季芬芳。”